# Yurisleidy Lupetey
Yurisleidy Lupetey Cobas (* 6. Mai 1981 in Moa) ist eine ehemalige kubanische Judoka. Sie war 2001 Weltmeisterin und gewann 2004 eine olympische Bronzemedaille im Leichtgewicht.

## Sportliche Karriere
Die 1,62 m große Lupetey trat während ihrer ganzen Karriere im Leichtgewicht an. 1998 war sie erstmals kubanische Meisterin, vier weitere Titel folgten in den Jahren 2000 bis 2003. Danach gewann sie 2009 und 2012 noch zweimal bei den kubanischen Meisterschaften.
2000 war Lupetey Juniorenweltmeisterin. Bei den Judo-Weltmeisterschaften 2001 in München gewann sie durch einen Finalsieg über die Niederländerin Deborah Gravenstijn auch den Titel in der Erwachsenenklasse. Im gleichen Jahr gewann sie auch die Titel bei der Sommer-Universiade 2001 und bei den Panamerikanischen Meisterschaften. 2002 konnte sie den Titelgewinn bei den Panamerikanischen Meisterschaften wiederholen. 2003 siegte sie bei den Panamerikanischen Spielen. Bei der Sommer-Universiade 2003 erkämpfte sie eine Bronzemedaille. Die Weltmeisterschaften 2003 fanden in Osaka statt. Lupetey unterlag im Halbfinale der Deutschen Yvonne Bönisch, besiegte aber im Kampf um die Bronzemedaille die Australierin Maria Pekli. 
2004 unterlag sie im Finale der Panamerikanischen Meisterschaften der Brasilianerin Danielle Zangrando. Bei den Olympischen Spielen 2004 in Athen verlor sie im Halbfinale gegen die Nordkoreanerin Kye Sun-hui, im Kampf um die Bronzemedaille besiegte sie die Spanierin Isabel Fernández. Ein Jahr nach den Olympischen Spielen verlor Lupetey im Halbfinale der Weltmeisterschaften 2005 erneut gegen Kye Sun-hui, im Kampf um die Bronzemedaille unterlag sie der Mongolin Chischigbatyn Erdenet-Od. 2006 siegte Lupetey bei den Panamerikanischen Meisterschaften. 
2008 erkämpfte Lupetey die Bronzemedaille bei den Panamerikanischen Meisterschaften. Bei den Olympischen Spielen in Peking schied sie in der zweiten Runde gegen die Tunesierin Nesria Jelassi aus. 2009 und 2010 siegte sie bei den Panamerikanischen Meisterschaften. Bei den Judo-Weltmeisterschaften 2010 erreichte sie den fünften Platz. 2011 gewann Lupetey sowohl bei den Panamerikanischen Meisterschaften als auch bei den Panamerikanischen Spielen. 2012 erkämpfte sie bei den Panamerikanischen Meisterschaften noch einmal eine Bronzemedaille. Zum Abschluss ihrer Karriere schied sie bei den Olympischen Spielen in London in ihrem zweiten Kampf gegen die Russin Irina Sabludina aus.